# Asson
Asson – miejscowość i gmina we Francji, w regionie Nowa Akwitania, w departamencie Pireneje Atlantyckie.
Według danych na rok 2015 gminę zamieszkiwało 2 060 osób, a gęstość zaludnienia wynosiła 24,7 osób/km².